# Villa Fernanda

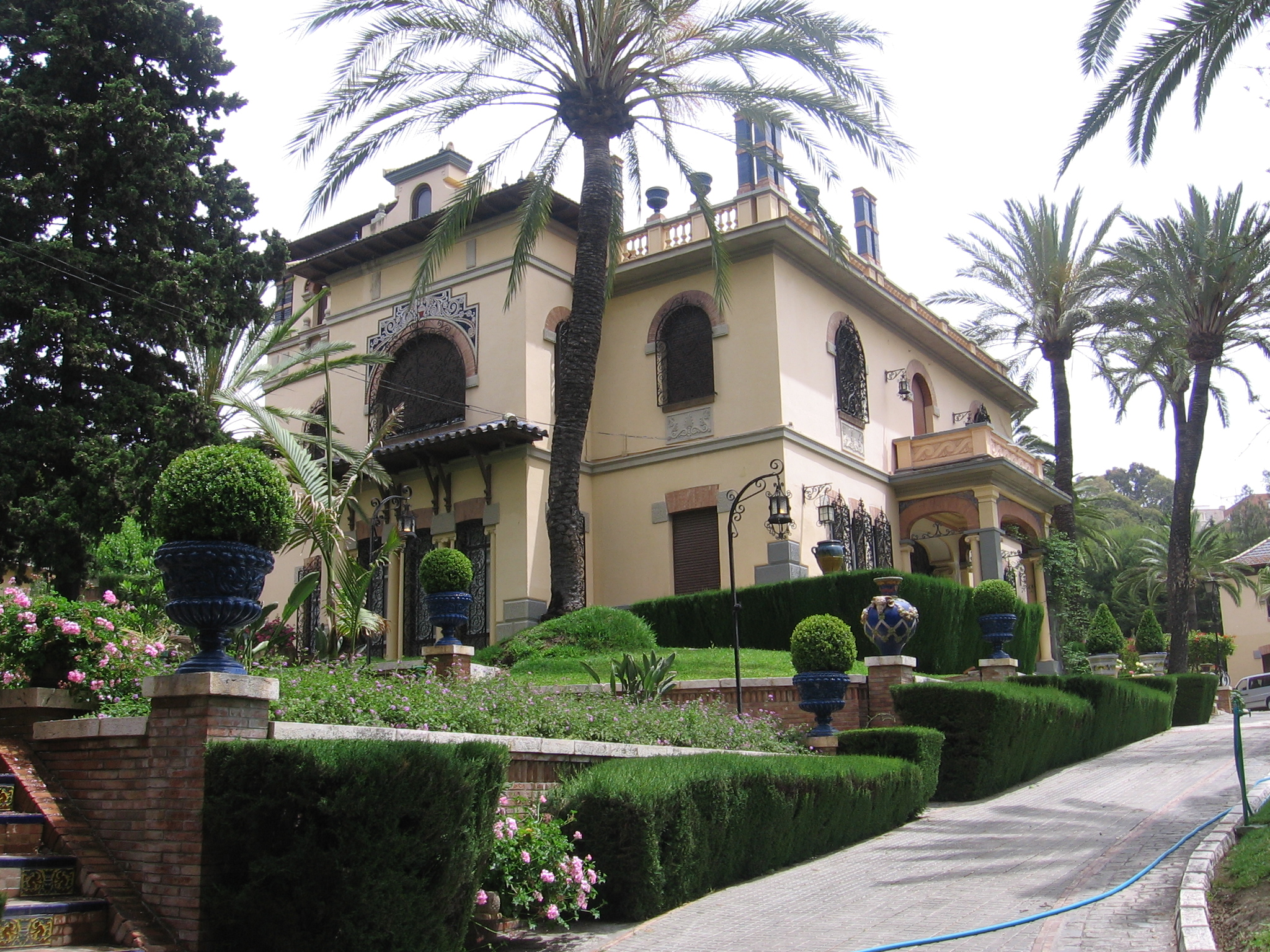
Villa Fernanda.

La villa Fernanda Hernán, más conocida como Villa Fernanda, es un conjunto residencial con protección arquitectónica de primer grado de la ciudad de Málaga (España). Está situada en el Paseo de Miramar, en el distrito Este, lugar donde proliferaron a finales del siglo XIX y principios del XX las villas residenciales de la clase alta.
El conjunto consta de tres edificaciones rodeadas por un jardín paisajístico romántico con abundantes esculturas. Fue construido durante la década de 1920, en un estilo regionalista inspirado en las villas renacentistas italianas, según el diseño del arquitecto Daniel Rubio Sánchez.